# 戸出七夕まつり

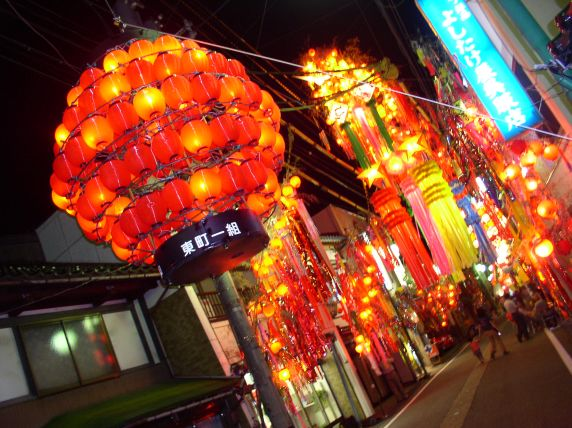
戸出地区の最大行事「戸出七夕まつり」の夜景。七夕竹飾りの「ちょうちん」が見られる（2004年7月撮影）。

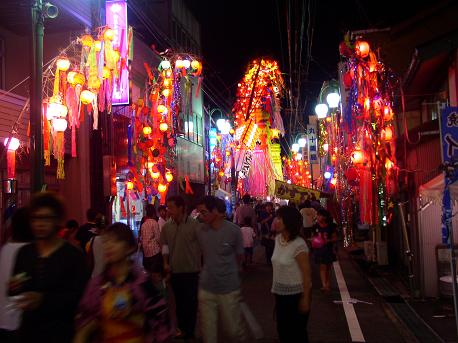
同じく「戸出七夕まつり」の夜景。中央の大竹飾りに「かんざし」が見られる（2005年7月撮影）。

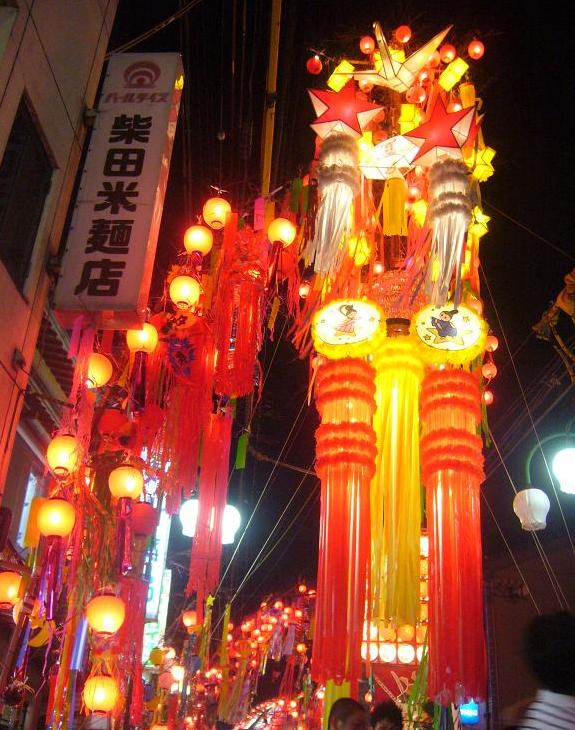
同じく「戸出七夕まつり」の夜景。七夕竹飾りの本数では日本一の規模を誇る（2007年7月撮影）。

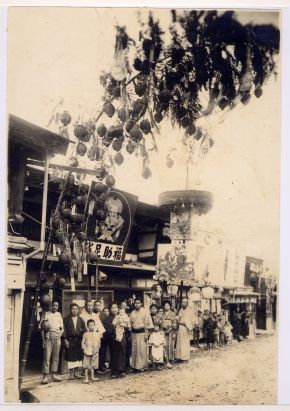
1929年（昭和4年）当時の戸出の七夕まつり。当時より赤提灯を多用した飾りつけであったことがうかがえる。木下屋呉服店前にて（写真提供：戸出東町自治会）。

戸出七夕まつり（といでたなばたまつり）は、例年7月3日から7月7日までの期間に富山県高岡市戸出地区にて行われる祭りである。「日本海側随一の七夕まつり」「日本で最も由緒ある七夕まつり」「住民手作りのものとしては日本最大の七夕まつり」「日本一美しい七夕まつり」などと形容される。

## 特徴
- 暦の改変や梅雨時期を避けるなどの理由で月遅れ（8月7日）などに七夕まつりを開催する地域も多い。そんな中、戸出では江戸時代以来節句日（7月7日）開催を頑なに守り続けている。このことが日本で最も由緒ある七夕まつりであると云われる所以となっている。
- 庶民の民俗行事であった七夕祭りが商店街イベントへ変質していった例が全国に見られるが、戸出では子供の健康な成長を祈るために飾られる各家庭の七夕が今でも主役である。
- 戸出七夕のもうひとつの主役である特大七夕も各町内住民の協力によって制作される。この特大七夕は「七夕コンテスト」でそれぞれの出来を競い合う。「七夕コンテスト」には自治会など約20団体がエントリーする。七夕制作を業者委託する地域も多い中、これだけ大規模な七夕祭りでありながら商店主以外の住民も巻き込んだ民俗行事として残っている地域は戸出以外には全国に類がない。
- イベントとしては毎年7月6日夕刻に行われる「民謡踊り街流し」、「YOSAKOI戸出」、「ライブin戸出」などがある。
- 飾り付けの特長としては、赤提灯の多さが第一に挙げられる。これらの赤提灯の中には電球が入れられ、灯りがともされる夜には幻想的な風景を楽しむことができる。特大七夕は「かんざし」と呼ばれるボリューム感を出すための竹が横方向に通されるため、ヒラメのように平たくなっている。

## 歴史
- 江戸時代の加賀藩の政下では、寺子屋にて教わる習字の上達を牽牛織姫の2つの星に祈るための七夕祭が盛んに行われていた。
- 明治維新後、青竹に赤くて丸い提灯や金銀などの色付き短冊を吊るして七夕を飾りつけ、7月6日夕刻より七夕飾りを町内で引きまわし、7月7日夜に新川にそれを流すという現在とほぼ同じかたちの七夕まつりが行われるようになっていった。
- このころより七夕まつりは子どもの成長を願う行事となってきた。子供のいる家庭では軒先に竹飾り出して、七夕まつりの日に親族が集まり子どもの健やかな成長を願った。
- 1954年に4町村が合併し新設された戸出町のシンボルとして、また商店街の振興を目的として、1963年に戸出商工会（現在の高岡市商工会）の企画により、現在の形の七夕まつりが開催されるようになった。その後、町と商店街と地域住民の協力により、現在では数千本という竹飾りが飾られる日本海側最大の七夕まつりとなるに至っている。
- 2006年に、「とやまの文化財百選（とやまの祭り百選部門）」に選定された。
- 2020年（令和2年）4月16日、新型コロナウイルス感染症の拡大を受け、関係諸団体はこの年の開催中止を決定した[1]。

## 七夕コンテスト
- 七夕コンテストは、高さ10m以上、提灯100個以上、電球80個以上の特大七夕が対象となり、「金賞」（3本）、「銀賞」（7本）、「銅賞」のいずれかが与えられる。
- 金賞、銀賞、銅賞には以下の賞がある。
  - 金賞・最高位：高岡市長賞、北日本新聞社賞
  - 金賞・第2位：高岡市議会議長賞、読売新聞社賞
  - 金賞・第3位：高岡市観光協会長賞、富山新聞社賞
  - 銀賞・第4位：高岡市商工会長賞、北日本新聞社賞
  - 銀賞・第5位：戸出自治連協会長賞、読売新聞社賞
  - 銀賞・第6位：戸出体育振興会長賞、富山新聞社賞
  - 銀賞・第7位：戸出工場協会長賞
  - 銀賞・第8位：高岡市農協組合長賞
  - 銀賞・第9位：高岡市戸出支所長賞
  - 銀賞・第10位：戸出七夕まつり実行委員会長賞
  - 銅賞・第11位：高岡南ライオンズクラブ賞（2009年新設）

- 2012年現在「東町1組」が10年連続の最高賞（高岡市長賞）を受賞している。東町1組の七夕は他の町や組の追従を許さない程に完成度が高く芸術作品の域に達している。戸出七夕の顔としても定着してきており、また東町1組で使用された飾りが翌年以降他の町で使用されるなど、戸出七夕まつりを牽引する存在ともなっている。

|                  | 最高位  | 第2位   | 第3位   |
| ---------------- | ------- | ------- | ------- |
| 2011年（第49回） | 東町1組 | 東町3組 | 東町2組 |
| 2011年（第48回） | 東町1組 | 東町2組 | 東町3組 |
| 2010年（第47回） | 東町1組 | 東町3組 | 東町2組 |
| 2009年（第46回） | 東町1組 | 東町2組 | 東町3組 |
| 2008年（第45回） | 東町1組 | 新田町  | 東町3組 |
| 2007年（第44回） | 東町1組 | 巴町    | 新田町  |
| 2006年（第43回） | 東町1組 | 巴町    | 新田町  |
| 2005年（第42回） | 東町1組 | 巴町    | 東町2組 |
| 2004年（第41回） | 東町1組 | 巴町    | 東町2組 |
| 2003年（第40回） | 東町1組 | 巴町    | 東町2組 |
| 2002年（第39回） | 東町2組 | 東町1組 | 巴町    |
| 2001年（第38回） | 東町1組 | 巴町    | 東町2組 |
| 2000年（第37回） | 東町1組 | 巴町    | 東町2組 |
| 1999年（第36回） | 巴町    | 東町1組 | 東町2組 |
| 1998年（第35回） | 東町2組 | 巴町    | 東町1組 |
| 1997年（第34回） | 東町1組 | 東町2組 | 巴町    |
| 1996年（第33回） | 巴町    | 東町1組 | 東町2組 |
| 1995年（第32回） | 東町2組 | 巴町    | 東町1組 |
| 1994年（第31回） | 東町1組 | 巴町    | 東町2組 |

## 七夕の種類
戸出の七夕飾りは作り手と目的によって以下の3種類に分けられる。

### 1)　男の子の健やかな成長を願う七夕
この七夕が当地方における本来の七夕である。
七夕竹の下部に男の子の名前と武者や金太郎などが書かれた行灯がついているのが特徴である。郊外地域の家では武者行灯は飾られない場合も多い。
男の子、特に長男のために七夕を飾る風習は明治時代に高岡を中心にしてこの地方一帯に広まっていたとされる。この七夕は現在でも高岡市域全域でみられるが、戸出地区、及び戸出地区に隣接する中田地区で多くそれ以外の地域で七夕を飾る家庭は稀である。中田地区で今でも七夕が多いのは近年まで中田あしつき祭りとして七夕飾りが街中に飾られていた名残りでもある。中田あしつき祭りは例年7月3日〜6日に開催されていた。
1968年以前からの旧高岡市域で七夕を飾る家庭が少ないのは、1968年（昭和43年）に高岡中心市街の七夕まつり（高岡七夕まつり）が高岡中心商店街の意向で真夏商戦にあわせて本来の7月7日から8月7日に行われるようになったためである。これ以降、高岡七夕まつりは企業・商店街主体のイベントとなり七夕飾りに男の子の成長を願うという庶民の七夕文化は廃れていった。旧高岡市市域の七夕を飾る家庭では7月7日ではなく8月7日に向けて七夕が制作される。
元来は長男の成長と願って制作されたが、現在では次男以降の男の子や女の子を含めた子供一般のために七夕を飾る家庭も多い。
戸出の商店街地域には七夕まつり最終日の7月7日の夜、長男の生まれた家の七夕の竹を引きずりまわす習慣があった。7月7日の夜11時過ぎ、その家の七夕飾りを倒して提灯・電球・大きな飾りを外した後、「わっしょい、わっしょい」と掛け声をかけながら町内を引きまわし、その後竹を戸出町の東を流れる新川へ投げ込んでいた。
このような男の子の成長を願って七夕を飾る風習は全国的にも類がなく、2)の大七夕と、明治時代よりの伝統が残る1)の七夕とが融合した戸出七夕まつりは趣深く魅力的なまつりとなっている。

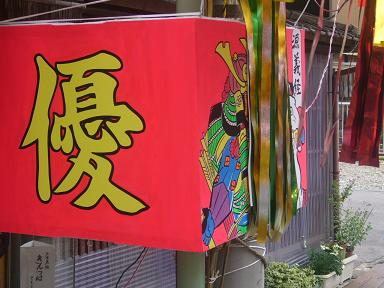
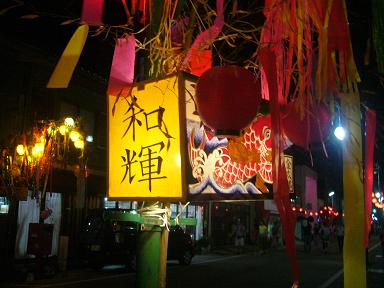

### 2)　特大七夕
町内会、児童クラブなど大人数によって戸出七夕まつりのために制作される七夕である。大七夕の基準を満たす場合は七夕コンテストの審査対象となる。
町内によって異なるが毎年5月頃より大七夕向けの飾りの制作が始まる。各町内会役員などがその年の大七夕のデザイン等を企画を行う。
緻密さを要求される飾りモノは町内会役員、及び熱狂的七夕フリークなど少人数によって制作され、吹流しの作成、大竹への飾り付け、大七夕立てなどの作業は町内の大人数が参加して行う。

### 3)　その他の七夕
戸出七夕まつりに参加するための七夕である。特にその家庭に子供がいない場合であっても七夕飾りが立てられるがある。

### 乞巧奠（きっこうでん）

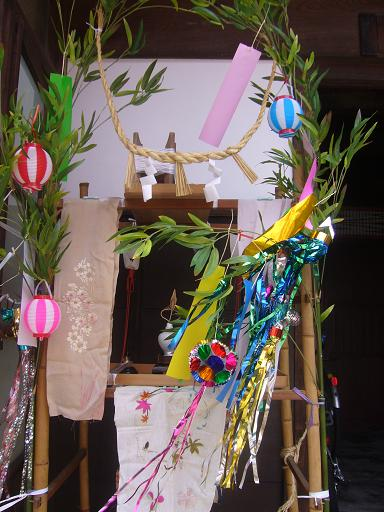
戸出七夕まつりにおける乞巧奠の例（2007年7月撮影）

数は少ないが、男の子のために大きな七夕を飾るのに対し女の子のためには乞巧奠が行われる。
右の写真のように針山・針・糸・ゆび抜き・断ちバサミなどの裁縫道具、小さな七夕竹、しめ縄を飾り、御神酒を供える。天界で機織りに優れていたとされる織女に裁縫の上達を願い、ひいては女の子の健やかな成長を祈る。

## 民謡踊り街流しの際に流される曲

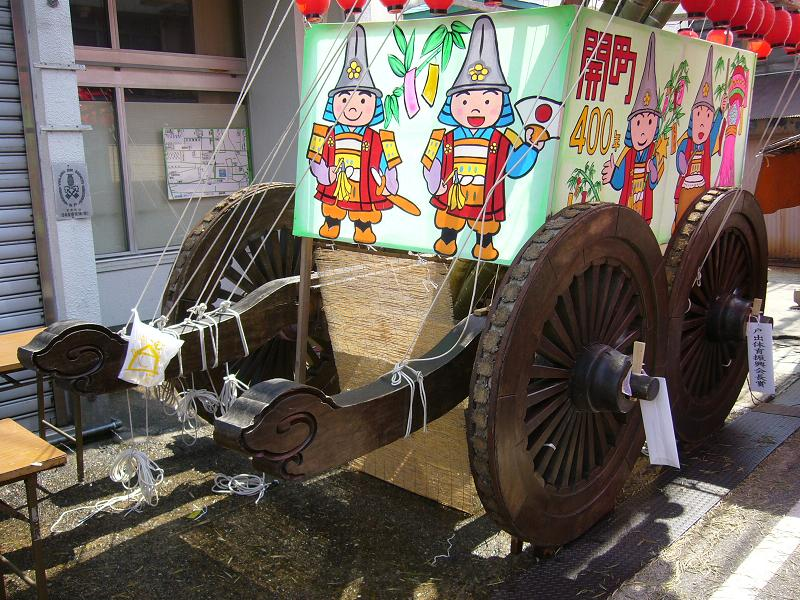
戸出屋台祭で使用されていた巴町屋台台車

- 民謡踊り街流しの際に流されてきた「戸出音頭」「戸出小唄」は、1952年の「戸出屋台祭り」の始まりを記念して共に歌詞を公募してつくられた。「戸出屋台祭り」は1960年頃より行われなくなったが、2曲は戸出地区を代表する曲として残った。巴町の大七夕は「戸出屋台祭り」で使用されていた屋台の上に飾り付けられている。大きな車輪を持ったこの屋台は、幻の屋台祭りの記憶を留めさせる上でも貴重なものとなっている。
- 芸者歌手として一世を風靡した市丸の歌声はまさに昭和を感じさせるものであり、哀調を帯びたメロディーにはファンも多く、戸出七夕まつりの象徴のひとつとなっている。七夕まつり以外でも戸出地区の保育園や小学校、中学校の運動会などでも歌い踊り継がれている。
- 近年、戸出七夕まつりは高岡市全市を挙げたイベントともなっており「戸出小唄」に代えて「高岡音頭」が踊られた年もあった。
- 2008年（平成20年）、戸出音頭が本来七夕の歌ではないため第45回目の節目を記念し新しい“七夕ソング”の歌詞が公募することになった。その結果「戸出七夕夢物語」が選ばれ、2008年の第45回戸出七夕まつりから踊られるようになっている。

### 各曲作詞者・作曲者など
- 『戸出音頭』：武田利雄 作詞、小沢慎一郎 作曲、小沢直与志 編曲、戸出商工会 選定

　　　　歌：市丸、西村正美
- 『戸出小唄』：中村芳雄 作詞、小林三千三 作曲、戸出商工会 選定

　　　　歌：榎本美佐江
- 『戸出七夕夢物語』：平木陽子 作詞、掛札文香 作曲、中坪三千代 編曲、石澤宣子 振付、戸出商工会 選定

### 『戸出音頭』歌詞（一部のみ）
戸出よいとこ
砺波の都ヨイヨイ
米のでどころ
米のでどころ
機織りどころ
風に流れる　風に流れる
サテ心うかせる筬の音
サテ戸出音頭で
よいとサッサ（以下略）

## マメ知識
毎年7月6日に行われる民謡踊り街流しの際には、“戸”いう文字と桜の花びらが図案化された旧戸出町町章をあしらった浴衣が着用される。